# Харан (округ)
Хара́н (урду ضلع خاران‎, англ. Kharan District) — один из 30 округов пакистанской провинции Белуджистан. Административный центр — город Харан.

## История
Округ был образован в 1970 году на территории, на которой до 1952 года существовало ханство Харан.

## География
Площадь округа — 48 051 км². На севере граничит с округом Нушки, на западе — с округом Вашук, на юго-западе — с округом Панджгур, на юго-востоке — с округами Хуздар и Аваран, на востоке — с округом Калат.

## Административно-территориальное деление
Округ включает в себя один одноимённый техсил, подразделяющийся на 9 союзных советов.

## Население
По данным переписи 1998 года, население округа составляло 206 909 человек, из которых мужчины составляли 51,84 %, женщины — соответственно 48,16 %. Уровень грамотности населения (от 10 лет и старше) составлял 15,1 %. Уровень урбанизации — 13,44 %. Средняя плотность населения — 4,31 чел./км².